# Honeywell HTS900
Das Honeywell HTS900 ist eine Wellenturbine, die vom amerikanischen Hersteller Honeywell für den Einsatz in Hubschraubern konzipiert wurde.

## Geschichte und Entwicklung
Das Triebwerk ist eine Weiterentwicklung des Lycoming LTP 101 (heute Honeywell LTS101) und sollte dieses langfristig ablösen. Seine Zulassung erfolgte im Dezember 2008. Es sollte beim Bell ARH-70 zum Einsatz kommen, jedoch wurde dessen Beschaffungskredit von 6,2 Milliarden Dollar im Oktober 2008 vom US-Kongress abgelehnt. Bei der Entwicklung des Schweizer Kopter wurde es für die ersten drei Prototypen des SH09 verwendet, zudem verwendete die amerikanische XTI Aircraft Company das Triebwerk für ihren Prototypen XTI Tri Fan 600.
Die Firma Eagle Copters bietet den Umbau von Bell 407-Hubschraubern auf die Honeywell-Turbine nebst Umbauten der Kabine an; unter „High and Hot“-Bedingungen in heißen Ländern oder hochgelegenen Gebieten wird die Leistung des Hubschraubers merklich erhöht. Bis im Januar 2020 wurden 26 der Umbauten fertig gestellt.

## Technische Daten
Das Triebwerk verfügt über einen zweistufigen radialen Verdichter (übernommen aus dem Honeywell T800), der von einer einstufigen Turbine angetrieben wird. Die Abtriebswelle wird von einer ebenfalls einstufigen Turbine angetrieben. Das Triebwerk wird von einem zweifach redundanten FADEC-System gesteuert.
- max. Startleistung: 745 kW
- Länge: 0,914 m
- Gewicht: 142,9 kg